# مسييه 91

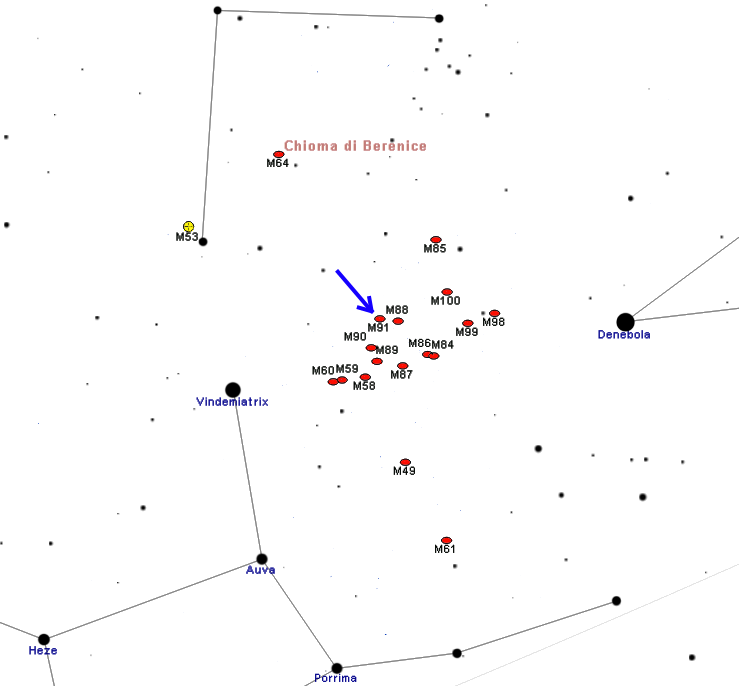
خريطة M91

مسييه 91  أو م91  (بالإنجليزية: Messier 91 أو NGC 4548) هي مجرة حلزونية قضيبية، تبعد عن الأرض نحو 63 مليون سنة ضوئية في كوكبة الهلبة. اكتشفها شارل مسييه عام 1781، ويقال أن وليام هرشل اكتشفها عام 1784 بدون معرفته عن اكتشاف مسييه لها. والمجرة مسييه 91 هي واحدة من تجمع مجرات العذراء.